# Fackelträger-Säule

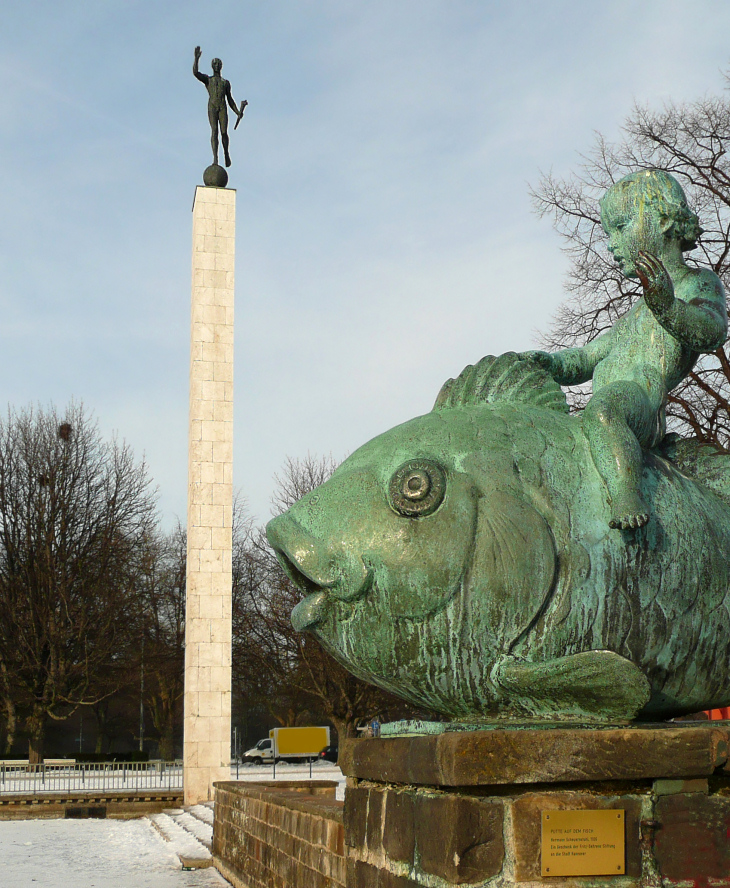
Die Fackelträgersäule und der ebenfalls von Hermann Scheuernstuhl geschaffene Fischreiter-Putto am Maschsee

Die Fackelträger-Säule in Hannover ist eine denkmalgeschützte Stele mit der Figur eines Fackelträgers. Standort ist das Nordufer des Maschsees, an dem nach Kurt Schwitters benannten Kurt-Schwitters-Platz im hannoverschen Stadtteil Südstadt.

## Geschichte
Nachdem der Gründer des „vermutlich ersten Kanu-Clubs in Deutschland überhaupt“, der Rudersportler Karl Thiele, schon 1904 eine Maschsee-Kommission gegründet hatte, beschloss das hannoversche Bürgervorsteherkollegium noch in der Weimarer Republik 1932 den Bau des Maschsees mit Hilfe des von der Reichsregierung aufgelegten Arbeitsbeschaffungsmaßnahme-Programms. Nach langen Planungen wurde der Bau jedoch erst zur Zeit des Nationalsozialismus begonnen.
Im Zuge der geplanten Verschönerungsarbeiten für das Maschsee-Nordufer hatte der hannoversche Senator Fritz Beindorff einen mit 50.000 Reichsmark dotierten Wettbewerb ausgelobt, den der Bildhauer Hermann Scheuernstuhl mit seinem Entwurf für sich entschied. Ursprünglich sollte die Skulptur lediglich dem Bau des Maschsees ein Denkmal setzen – und war auch rechtzeitig zur Einweihungsfeier des Sees am 21. Mai 1936 fertiggestellt.
Da im selben Jahr jedoch auch etwa die Olympischen Spiele 1936 ausgetragen wurden, interpretierten Zeitgenossen die Stele mit dem Fackelträger einerseits als „Symbol des sieghaften Künstlers einer neuen Zeit“. Dazu veranlasste sie die 18,5 Meter hohe Stele, vor allem aber die 20 Zentner schwere, 4,5 Meter große, vergoldete Figur mit der erhobenen Rechten und die Inschriften

„Wille zum Aufbau gab werkfrohen Händen den Segen der Arbeit

Freude, Gesundheit und Kraft spende fortan euch der See

1934–1936“

sowie

„Verkünderin des Guten und Starken“

mit Reichsadler, Lorbeerkranz und Hakenkreuz (das 1945 entfernt wurde).
Andererseits hatte es bei der Fertigstellung der Stele Gerüchte gegeben, „hier würde freimaurerische Symbolik dargestellt“. Dies führte dazu, dass die Skulptur selbst offiziell erst nachträglich, am 26. Juni 1937 eingeweiht wurde.
Ganz in der Nähe wurde 1938 die Skulptur „Fischreiter“ aufgestellt, ebenfalls von dem Bildhauer Hermann Scheuernstuhl.
In der Öffentlichkeit wurde der Symbolgehalt der Fackelträger-Säule „seit den 1990er Jahren kritisch gesehen“.

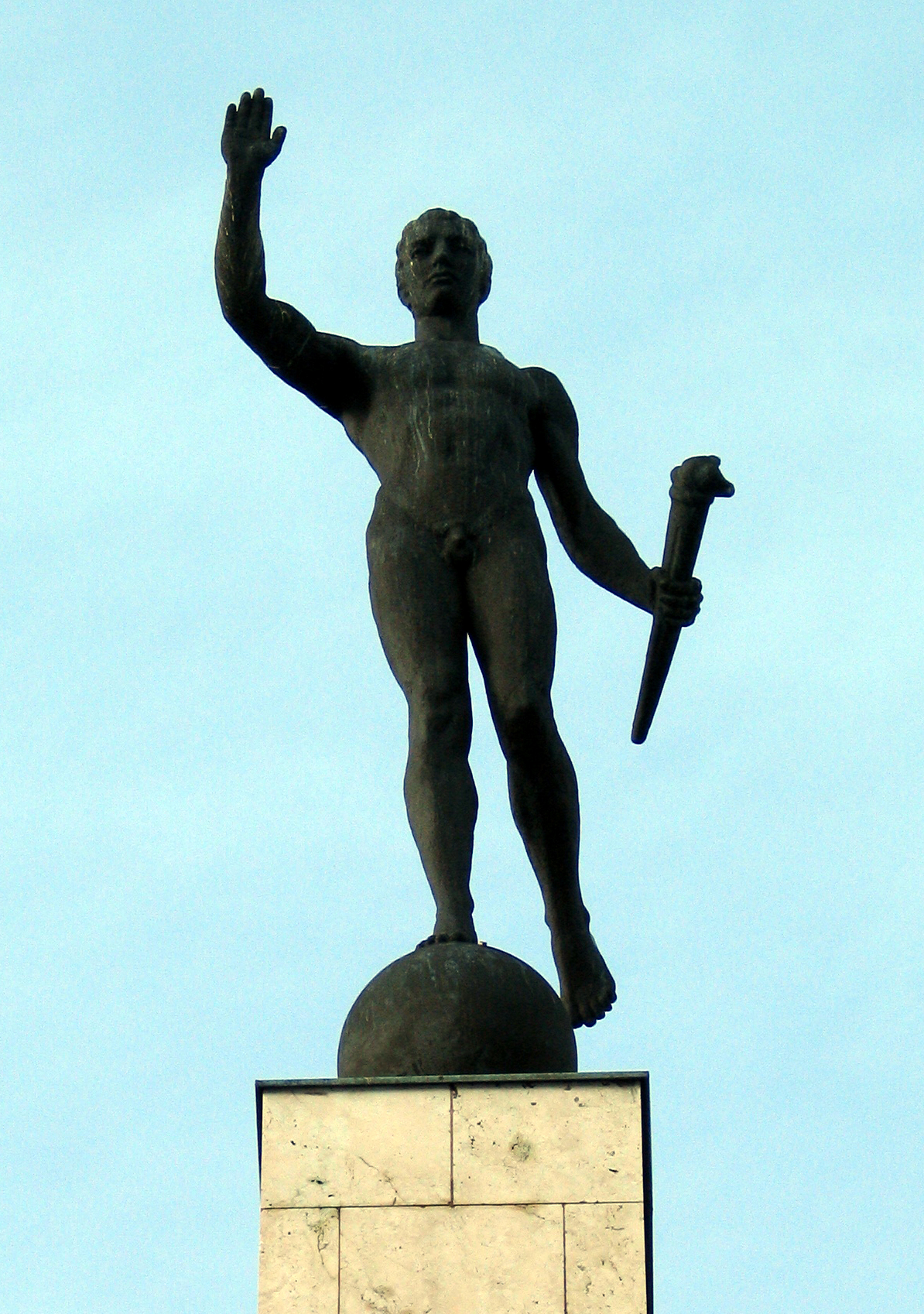
Der teils als Hitlergruß interpretierte Gruß des Fackelläufers
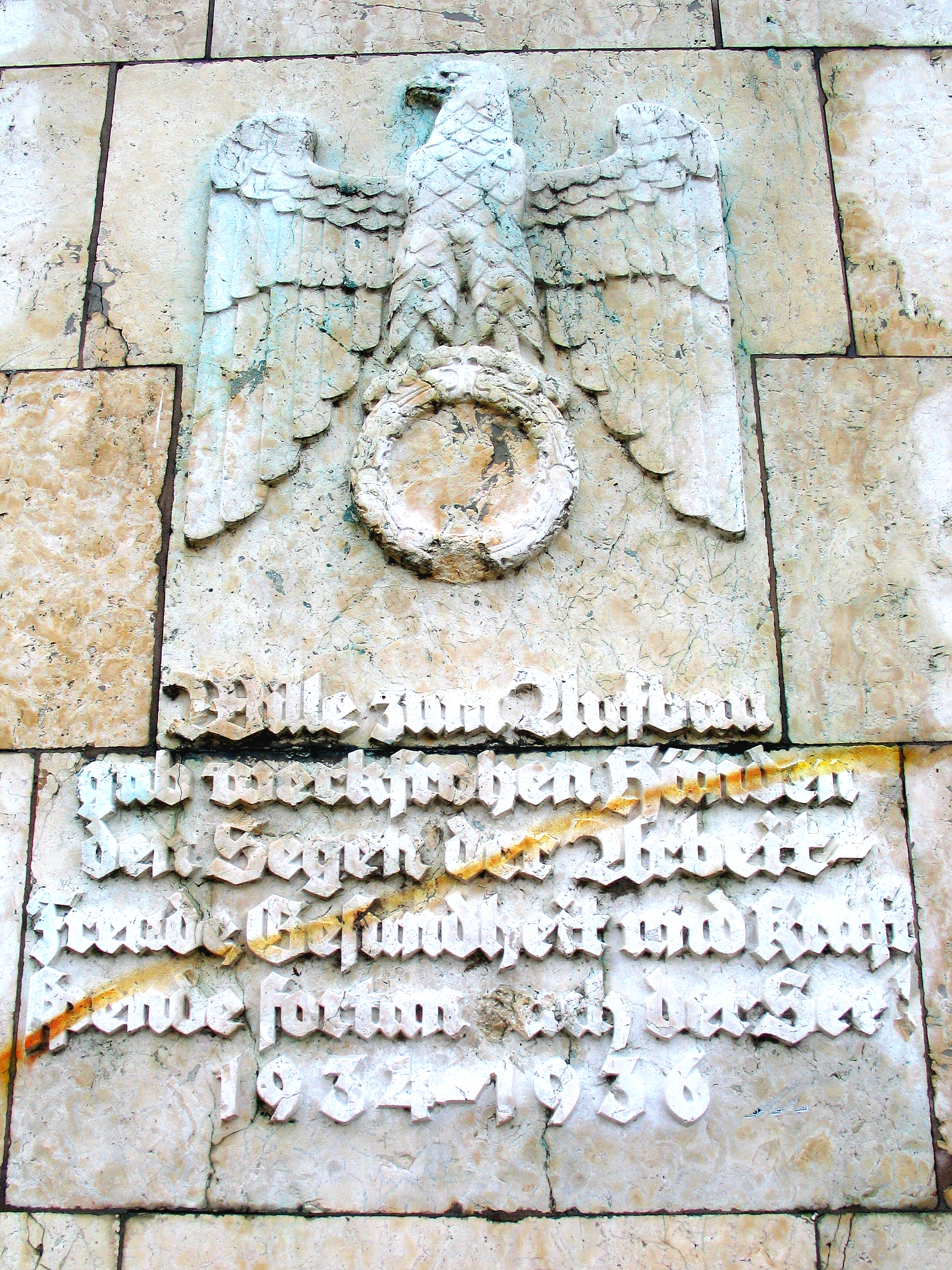
Der Reichsadler mit dem Kranz um das – 1945 herausgeschlagene – Hakenkreuz und der übersprühten Verherrlichung aus der Zeit des Nationalsozialismus
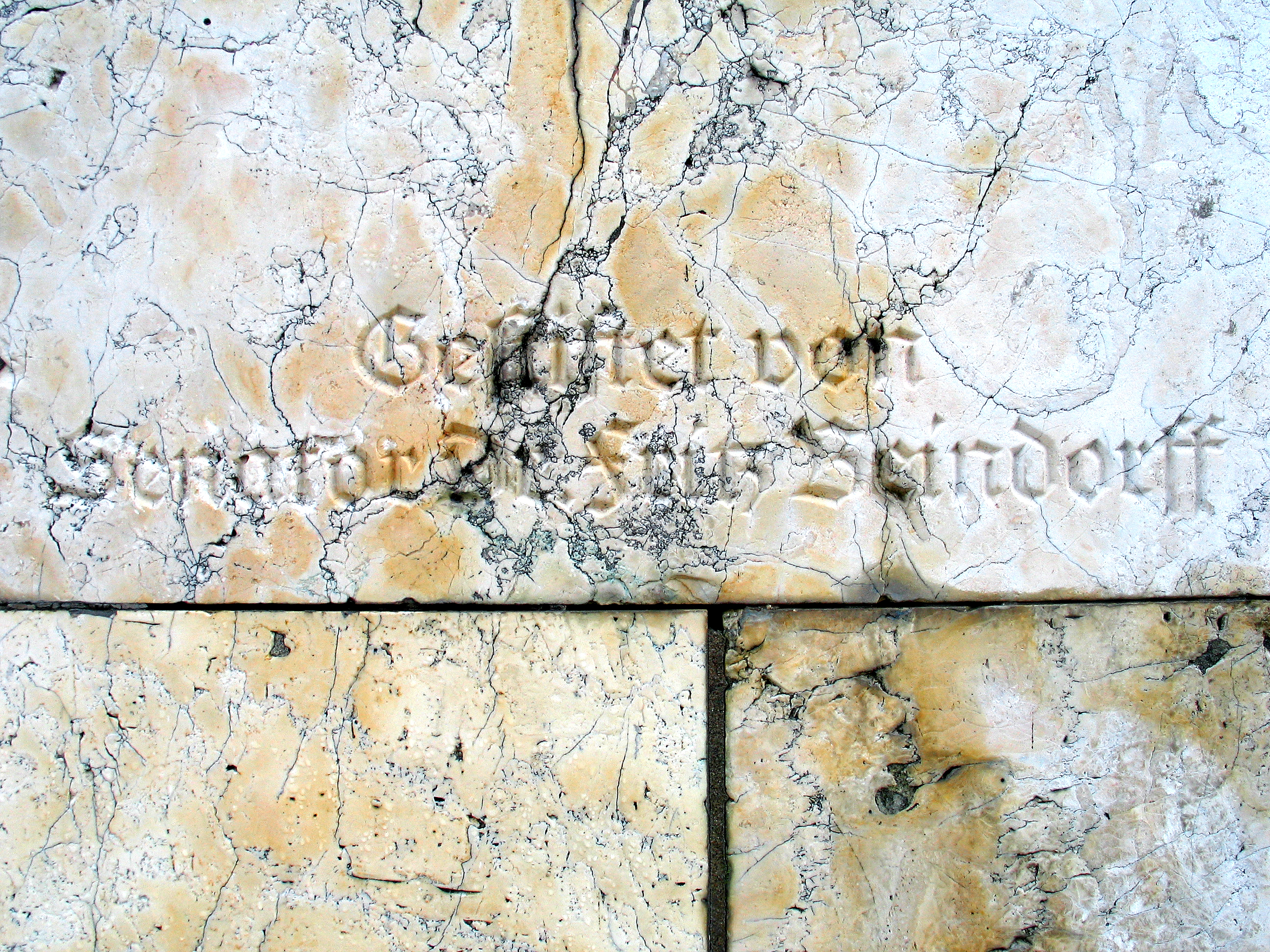
Inschrift mit Hinweis auf den Stifter Fritz Beindorff
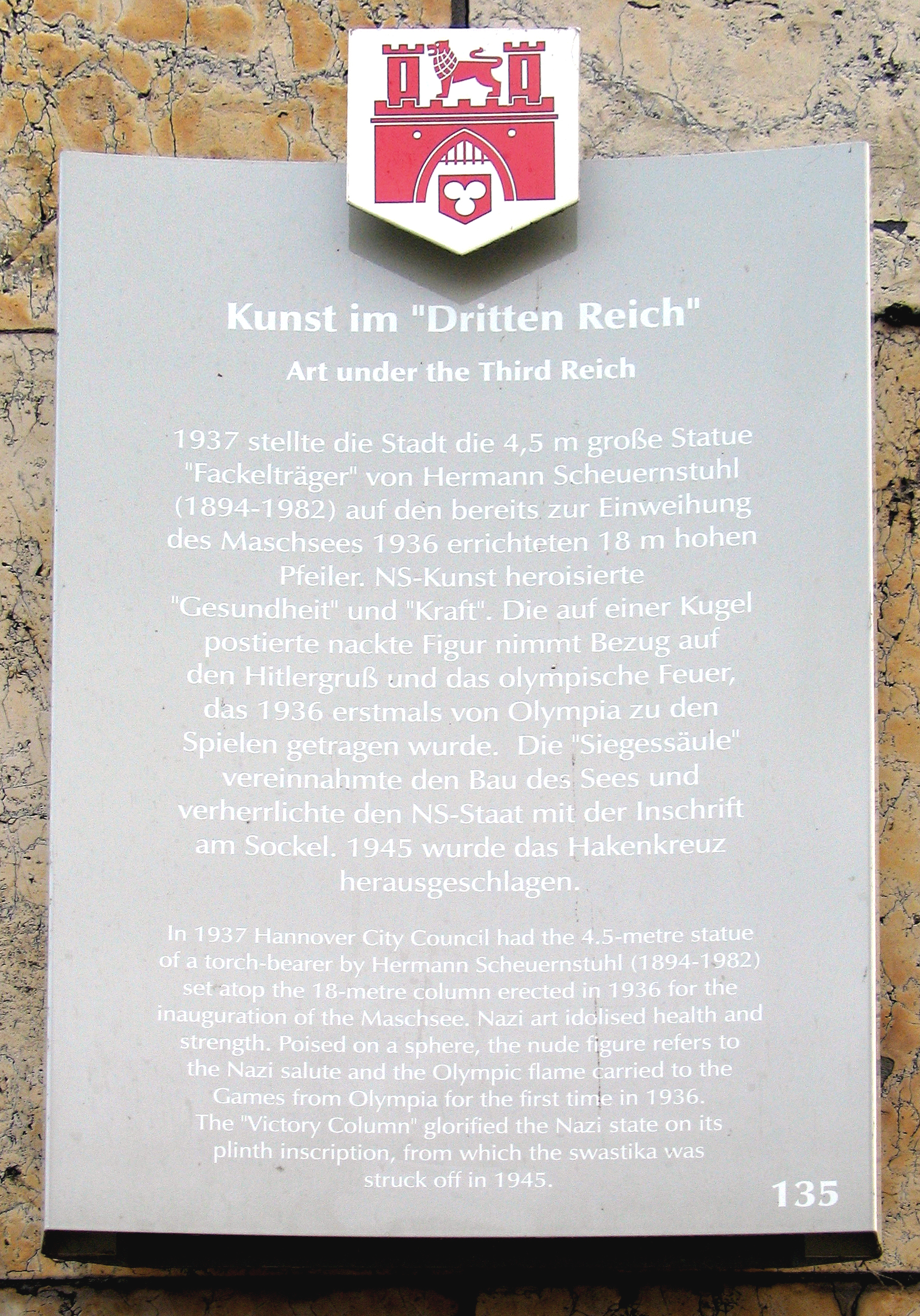
Deutsch- und englischsprachige Legendentafel an der Stele; Stadttafel Nummer 135